# Powiat Katori
Powiat Katori (jap. 香取郡 Katori-gun) – powiat w Japonii, w prefekturze Chiba. W 2024 roku liczył 31 007 mieszkańców.

## Miejscowości
- Kōzaki
- Tako
- Tōnoshō